# Portrait of Edmond de Belamy

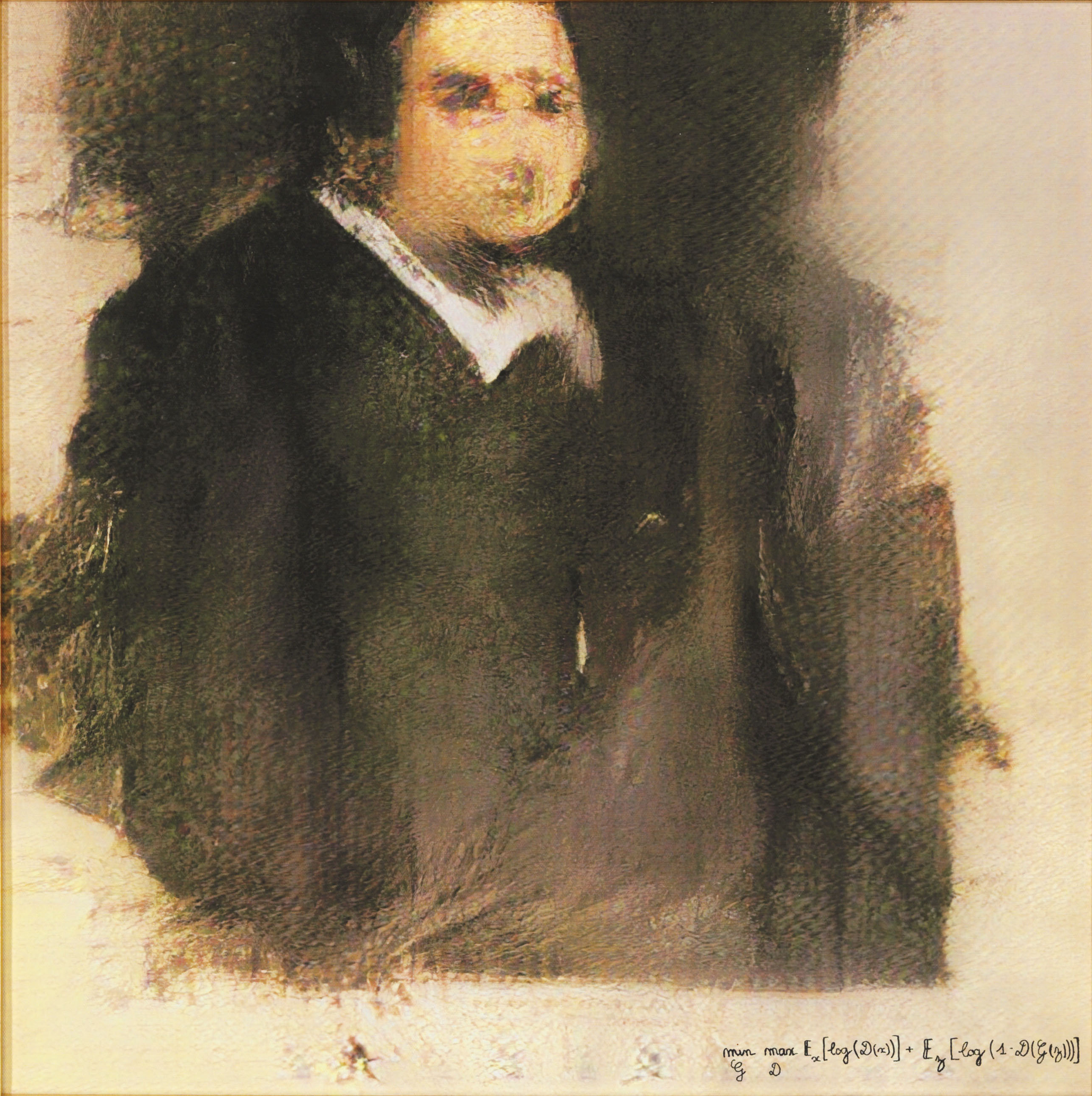
Edmond de Belamy

Portrait of Edmond De Belamy ist der Name eines Kunstwerkes, das von einer künstlichen Intelligenz hergestellt wurde. Es ist das erste dieser Art, das von einem großen Kunsthaus versteigert wurde. Hinter dem Gemälde steht das Kollektiv Obvious der französischen Künstler Hugo Caselles-Dupré, Pierre Fautrel und Gauthier Vernier.

## Entstehung
Das Werk basiert auf einem Algorithmus. Dieser besteht aus zwei Teilen, dem Generator und dem Discriminator. Dieses Vorläufer-System einer künstlichen Intelligenz wurde mit einem Datensatz trainiert, der aus 15.000 zwischen dem 14. und 20. Jahrhundert von menschlichen Künstler:innen gemalten Portraits bestand. Der Generator erzeugte Bilder, die aus den Trainingsdaten generiert wurden. Der Discriminator versuchte, Unterschiede zwischen den menschlichen Gemälden und denen des Generators zu erkennen. Das Ziel war es, den Discriminator davon zu überzeugen, dass es sich bei dem neuen Bild um ein echtes Porträt handelte.

## Beschreibung
Das Werk ist Teil einer Gruppe von Porträts der fiktionalen Belamy family. Es soll an Werke von François Boucher erinnern. Das Auktionshaus Christie’s beschreibt das Werk folgendermaßen: „Das Portrait zeigt einen Mann, vielleicht Franzose und vielleicht ein Kleriker.“

## Provenienz
Das Gemälde wurde erstmals am 25. Oktober 2018 im Rahmen der Auktion Prints & Multiples vom Auktionshaus Christie’s für 432.500 US-Dollar versteigert. Der geschätzte Wert wurde damit um fast das 45-fache übertroffen.

## Rezeption
Hugo Caselles-Dupré vom Kollektiv Obvious erklärte zu dem Werk: „Wir möchten auf die Parallele hinweisen, die es zwischen dem Programmieren eines Algorithmus gibt und der Expertise, die das Handwerk und den Stil eines Künstlers ausmachen.“